# Албанія на літніх Олімпійських іграх 2016
Албанія на літніх Олімпійських ігри 2016 була представлена 6 спортсменами в 3 видах спорту. Жодної медалі олімпійці Албанії не завоювали.

## Легка атлетика
Чоловіки
| Атлет         | Дисципліна        | Раунд     | Раунд | Фінал      | Фінал      |
| Атлет         | Дисципліна        | Результат | Місце | Результат  | Місце      |
| ------------- | ----------------- | --------- | ----- | ---------- | ---------- |
| Ізмір Смайлай | стрибки в довжину | 7.72      | 21    | Не пройшов | Не пройшов |

Жінки
| Атлет      | Дисципліна | Раунд     | Раунд | Фінал      | Фінал      |
| Атлет      | Дисципліна | Результат | Місце | Результат  | Місце      |
| ---------- | ---------- | --------- | ----- | ---------- | ---------- |
| Луїза Гега | 1500 м     | 9:58.49   | 16    | Не пройшла | Не пройшла |

## Плавання
| Атлет          | Дисципліна                    | Раунд | Раунд | Півфінал   | Півфінал   | Фінал      | Фінал      |
| Атлет          | Дисципліна                    | Час   | Місце | Час        | Місце      | Час        | Місце      |
| -------------- | ----------------------------- | ----- | ----- | ---------- | ---------- | ---------- | ---------- |
| Сідні Ходжа    | 50 м вільний стиль (чоловіки) | 22.80 | 41    | Не пройшов | Не пройшов | Не пройшов | Не пройшов |
| Ніколь Мерізай | 100 м вільний стиль (жінки)   | 59.99 | 43    | Не пройшла | Не пройшла | Не пройшла | Не пройшла |

## Важка атлетика
| Спортсмен      | Категорія           | Ривок     | Ривок | Поштовх   | Поштовх | Разом | Місце |
| Спортсмен      | Категорія           | Результат | Місце | Результат | Місце   | Разом | Місце |
| -------------- | ------------------- | --------- | ----- | --------- | ------- | ----- | ----- |
| Брікен Калья   | чоловіки − до 69 кг | 145       | 5     | 181       | 5       | 326   | 5     |
| Евангелія Велі | жінки − до 53 кг    | 75        | 9     | 90        | 8       | 165   | 8     |